# James Israel Standifer

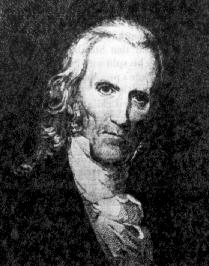
James Israel Standifer

James Israel Standifer (* um 1782 in Virginia; † 20. August 1837 bei Kingston, Tennessee) war ein US-amerikanischer Politiker. Zwischen 1823 und 1825 sowie nochmals von 1829 bis 1837 vertrat er den Bundesstaat Tennessee im US-Repräsentantenhaus.

## Werdegang
Das genaue Geburtsdatum von James Standifer und sein Geburtsort sind unbekannt. Er besuchte die öffentlichen Schulen in Virginia und studierte danach an der University of Tennessee in Knoxville. Danach begann er eine politische Laufbahn. Standifer war zunächst Mitglied der Demokratisch-Republikanischen Partei. Bei den Kongresswahlen des Jahres 1822 wurde er im damals neu geschaffenen neunten Wahlbezirk von Tennessee in das US-Repräsentantenhaus in Washington, D.C. gewählt, wo er am 4. März 1823 sein neues Mandat antrat. Bis zum 3. März 1825 konnte er zunächst eine Legislaturperiode im Kongress absolvieren.
Nach der Auflösung seiner Partei schloss sich Standifer der Bewegung um den späteren Präsidenten Andrew Jackson an und wurde Mitglied der von diesem 1828 gegründeten Demokratischen Partei. Bei den Wahlen dieses Jahres wurde er im dritten Distrikt erneut in den Kongress gewählt, wo er am 4. März 1829 James Coffield Mitchell ablöste. Nach vier Wiederwahlen konnte er bis zu seinem Tod am 20. August 1837 im Kongress verbleiben. Seit 1833 vertrat er dort als Nachfolger von Jacob C. Isacks den vierten Wahlbezirk. Außerdem wechselte er in den 1830er Jahren von der Demokratischen Partei zur Opposition und wurde nach der Gründung der Whig Party im Jahr 1835 deren Mitglied. Seit 1829 wurde im Kongress heftig über die Politik von Präsident Jackson diskutiert. Dabei ging es um die umstrittene Durchführung des Indian Removal Act, die Nullifikationskrise mit dem Staat South Carolina und die Bankenpolitik des Präsidenten.
Laut seiner Kongressbiographie starb James Standifer am 20. August 1837 in der Nähe von Kingston und wurde in dieser Stadt beigesetzt. Diese Angaben werden aber von den Behörden im dortigen Roane County angezweifelt, da diese in ihren Archiven keinen Vermerk über Standifers Tod oder dessen Beisetzung finden konnten.